# RHOC
RHOC (англ. Ras homolog family member C) – білок, який кодується однойменним геном, розташованим у людей на короткому плечі 1-ї хромосоми.  Довжина поліпептидного ланцюга білка становить 193 амінокислот, а молекулярна маса — 22 006.
| 10         |  | 20         |  | 30         |  | 40         |  | 50         |
| ---------- |  | ---------- |  | ---------- |  | ---------- |  | ---------- |
| MAAIRKKLVI |  | VGDGACGKTC |  | LLIVFSKDQF |  | PEVYVPTVFE |  | NYIADIEVDG |
| KQVELALWDT |  | AGQEDYDRLR |  | PLSYPDTDVI |  | LMCFSIDSPD |  | SLENIPEKWT |
| PEVKHFCPNV |  | PIILVGNKKD |  | LRQDEHTRRE |  | LAKMKQEPVR |  | SEEGRDMANR |
| ISAFGYLECS |  | AKTKEGVREV |  | FEMATRAGLQ |  | VRKNKRRRGC |  | PIL        |

A: Аланін

C: Цистеїн

D: Аспарагінова кислота

E: Глутамінова кислота

F: Фенілаланін

G: Гліцин

H: Гістидин

I: Ізолейцин

K: Лізин

L: Лейцин

M: Метіонін

N: Аспарагін

P: Пролін

Q: Глутамін

R: Аргінін

S: Серин

T: Треонін

V: Валін

W: Триптофан

Задіяний у такому біологічному процесі як поліморфізм. 
Білок має сайт для зв'язування з нуклеотидами, ГТФ. 
Локалізований у клітинній мембрані, мембрані.